# Le Claret
Le Claret (nome ufficiale in francese: Tremplin au Claret) è un trampolino situato ad Autrans, presso Grenoble, in Francia.

## Storia
Fu costruito nel 1966 lungo un pendio già utilizzato per il salto con gli sci dagli anni trenta, al fine di ospitare le gare di salto dal trampolino normale e di combinata nordica dei X Giochi olimpici invernali; quella dal trampolino lungo si disputò sul Dauphine. All'epoca dei Giochi olimpici la struttura aveva punto K a 70 m, ma in seguito il trampolino è stato ristrutturato.

## Caratteristiche
Attualmente ha un punto K 90, per cui è un trampolino normale (HS 92); il primato di distanza, 97 m, è stato stabilito dall'austriaco Manuel Fettner nel 2000.